# Aroneanu, Iași
Aroneanu este satul de reședință al comunei cu același nume din județul Iași, Moldova, România.

Bustul lui Aron-Vodă din Aroneanu

## Legături externe
Materiale media legate de Aroneanu la Wikimedia Commons